# Friedrich I. (Münster)
Friedrich I. (* um 1010; † 18. April 1084) war ein Sohn von Markgraf Dietrich I. und Bruder von Markgraf Dedo II. und Graf Thimo von Wettin. Sein genaues Geburtsdatum ist unbekannt.  Friedrich I. war der 16. Bischof von Münster von 1064 bis zu seinem Tod im Jahre 1084.

## Kontroverse um das Geburtsjahr
Im Jahr 1972 wurden die Gebeine Friedrichs gehoben und am Anatomischen Institut der Universität Münster sowie dem Institut für Anthropologie der Mainzer Universität untersucht. Während sich das Münsteraner Gutachten für ein Sterbealter von 50 bis 60 Jahren aussprach, kam das Mainzer Gutachten aufgrund abgeschlossener Synostose der Schädelnähte und Rückbildung der Kiefer infolge frühzeitigen Zahnausfalls zu einer vermutlichen Lebenszeit von 74 Jahren, woraus sich das Geburtsjahr 1010 ergäbe.

## Leben
Zusammen mit dem späteren Erzbischof von Köln, Anno von Steußlingen, besuchte er die Domschule in Paderborn. Danach zählte er zu den Kanonikern des Magdeburger Doms. Zuletzt versah er dort das Amt des Propstes. In den Jahren 1060 bis 1063 wurde er zum Kanzler an den Hof König Heinrichs IV. und dessen Mutter Agnes von Poitou berufen. Friedrichs Wahl zum Erzbischof von Magdeburg scheiterte am Einspruch von Erzbischof Anno, der seinen Bruder Werner (Erzbischof von Magdeburg von 1063 bis 1079) durchsetzte. Nach der gescheiterten Wahl wurde Friedrich im Frühjahr 1064 zum Bischof von Münster investiert. Im Konflikt des sächsischen Adels mit Heinrich IV. stand Bischof Friedrich im Gegensatz zu seinen Brüdern Dedo, Thimo und Gero auf Seiten des Königs. Bei der Belagerung der Harzburg 1073 verhandelte er zusammen mit zwei anderen Unterhändlern im Auftrag des Königs zwischen den verfeindeten Parteien. 1075 vermittelte er zwischen dem König und dem Magdeburger Erzbischof, um mit diesem Frieden zu schließen. 
Im Investiturstreit zwischen Papst Gregor VII. und König Heinrich IV. gehörte er auf der Reichsversammlung, die im Januar 1076 in Worms stattfand, zu den Bischöfen, die Gregor VII. den Gehorsam aufkündigten. An der folgenden Reichsversammlung im Mai 1076, ebenfalls in Worms, auf der der Papst abgesetzt werden sollte, war er aber nicht mehr beteiligt. Wegen der Unterschrift unter die Erklärung vom Januar 1076 suspendierte ihn der Papst, was im Oktober desselben Jahres auf dem Fürstentag zu Trebur aufgehoben wurde. 1083 gehörte er laut einem Brief des Kölner Erzbischofs Siegwin mit der großen Mehrheit des Reichsepiskopats nach wie vor zu den Anhängern des Königs.